# Verwaltungsgebäude Kabelwerke Brugg

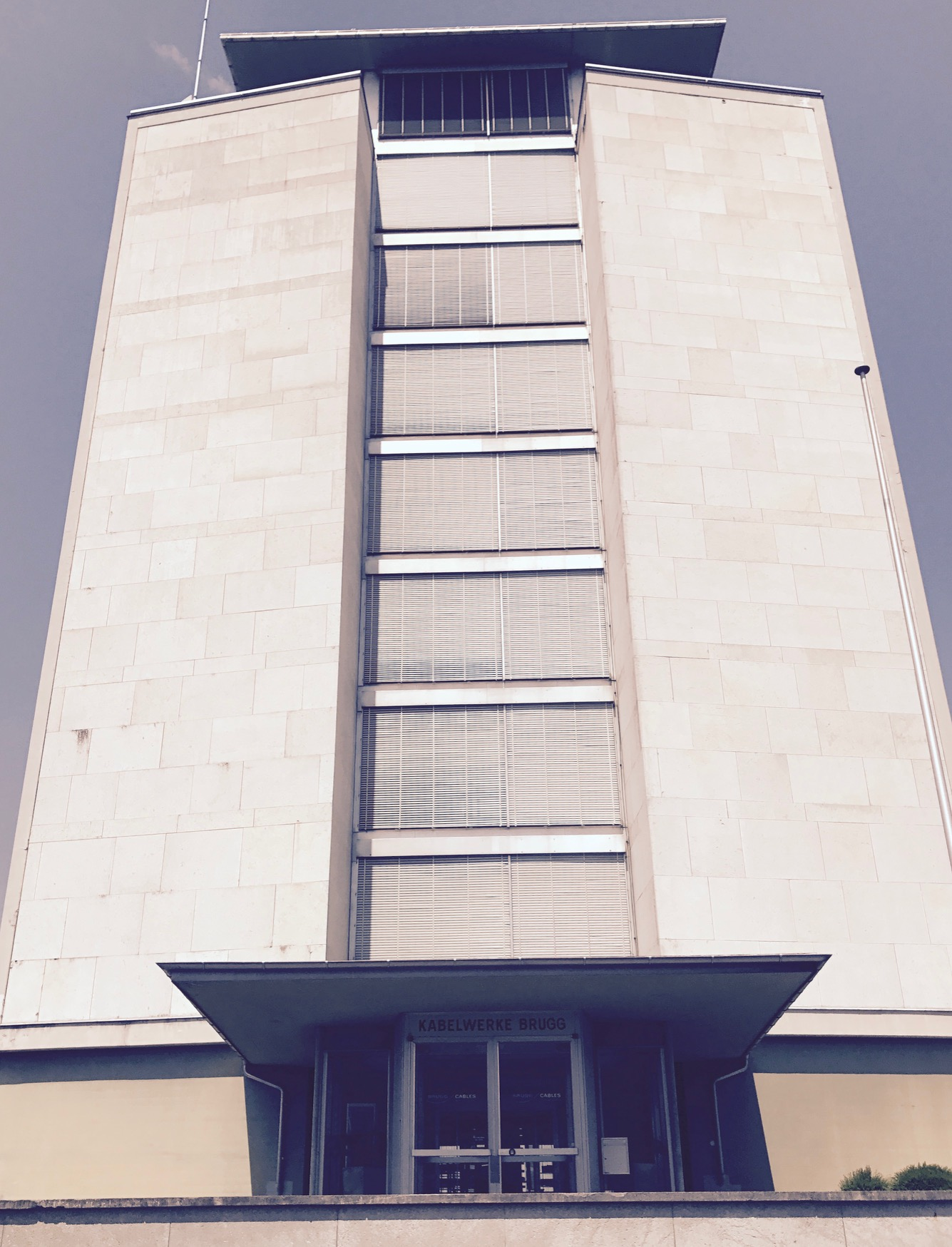
Verwaltungsgebäude Kabelwerke Brugg AG

Das Verwaltungsgebäude der Kabelwerke Brugg ist ein Kulturgut von regionaler Bedeutung und liegt auf dem Gebiet der Gemeinde Windisch im Kanton Aargau.

## Baugeschichte und Beschreibung
Das Verwaltungsgebäude des Industriekonzerns Kabelwerke Brugg AG entstand 1957 nach Plänen der Architekten Carl Froelich, Brugg und Hans Kündig, Zürich. Fröhlich projektierte auch das Schulhaus und die Turnhalle Freudenstein in Brugg, beide fertiggestellt 1956.
Auf dem stark ansteigenden Geländedreieck in der Strassengabelung der Unteren und der Oberen Klosterzelgstrasse realisierte Fröhlich einen Hochbau mit acht Vollgeschossen, einem Dachaufbau und zwei Kellergeschossen. Die topographischen Gegebenheiten gleicht ein westseitiger offener Unterbau mit breiter, vorgelagerter Terrasse aus.

## Architektur
Die Grundstruktur dieses Geschäftshauses der Nachkriegsmoderne besteht aus zwei Bürotrakten mit einer dazwischenliegenden, eingezogenen Treppen- bzw. Korridorhalle. Grosse Fensterflächen begrenzen das Treppenhaus nach Norden und Süden und sorgen für viel natürliche Belichtung. In den beidseitigen Bürotranchen erlaubt der einheitliche Fensterachsenabstand mit einem Minimum an baulichen Veränderungen eine flexible Raumteilung. Das äussere Erscheinungsbild des Gebäudes prägen die vier zur Hauptachse verwendeten Materialien: Beton, Glas, Aluminium und Natursteinverkleidungen (u. a. Marmor verde Alpi für die Brüstungsfelder).